# Attore virtuale
L'espressione essere umano virtuale o clone digitale indica la creazione o la ricreazione di un essere dalle sembianze e dalla voce umana utilizzando immagini e suoni creati a computer. Il processo di creazione di un umano virtuale da utilizzare in un film per sostituire un attore esistente è una pratica che, dopo il libro del 1992, è conosciuta come Schwarzeneggerizzazione e in generale gli uomini virtuali utilizzati nei film vengono definiti sintespiani, attori virtuali, vattori, star cibernetiche o attori silicentrici. Ci sono diverse ramificazioni legali relativamente alla clonazione digitale di attori reali, per quanto riguarda il copyright e i diritti di personalità. Tra le persone che sono già state virtualmente clonate vi sono Bill Clinton, Marilyn Monroe, Fred Astaire, Ed Sullivan, Elvis Presley, Anna Marie Goddard, e George Burns. Coincidenza, i dati di base di Arnold Schwarzenegger per creare un Arnold digitale (la testa per lo meno) sono già stati elaborati.
Il nome Schwarzeneggerizzazione proviene dal libro del 1992 Et Tu, Babe di Mark Leyner. In una scena, pag 50-51, uno dei personaggi chiede alla commessa di una videoteca di sostituire con un Arnold Schwarzenegger digitale vari attori di diversi film quali, tra gli altri, Rain Man - L'uomo della pioggia (sostituendo sia Tom Cruise che Dustin Hoffman), My Fair Lady (sostituendo Rex Harrison), Amadeus (sostituendo F. Murray Abraham), il Diario di Anna Frank (sostituendo Anna Frank), Gandhi (sostituendo Ben Kingsley) e La vita è meravigliosa (sostituendo James Stewart). Schwarzeneggerizzazione è il nome che Leyner ha dato a questo processo. Solo 10 anni dopo, la Schwarzeneggerizzazione è diventata realtà.
Nel 2002, Schwarzenegger, Jim Carrey, Kate Mulgrew, Michelle Pfeiffer, Denzel Washington, Gillian Anderson, e David Duchovny si erano tutti fatti scannerizzare la testa per creare modelli digitali al computer di loro stessi.

## L'inizio della storia
I primi visi animati generati da computer si trovano nel film del 1985 Tony de Peltry e nel videoclip della canzone di Mick Jagger "Hard Woman" (tratta da She's the boss). Le prime persone vere ad avere un doppione digitale sono state Marilyn Monroe e Humphrey Bogart in un film del 1987 creato da Nadia Magnenat Thalmann e Daniel Thalmann per il centenario della Engineering Society of Canada (la società degli ingegneri). Nel film, che è stato creato da sei persone nel giro di un anno, si vedono la Monroe e Bogart incontrarsi in un bar a Montréal. I personaggi sono presentati in 3 dimensioni e sono in grado di parlare, mostrare emozioni e stringersi la mano.
Nel 1987, la società Kleizer-Walczak Construction Company ha avviato il suo progetto Synthespian (da "synthetic thespian" = attore sintetico), con l'obiettivo di creare "personaggi che sembrano vivi sulla base di animazioni digitali di modelli in argilla".
Nel 1988, Tin Toy è stato il primo film completamente creato a computer a vincere un Premio oscar (miglior cortometraggio animato). Nello stesso anno Mike the Talking Head (Mike la testa parlante) una testa animata la cui espressione facciale e postura del cranio erano controllate in tempo reale da un "burattinaio" usando un controller apposito, fu sviluppato dalla Silicon Graphics, e debuttò dal vivo al SIGGRAPH. Il film del 1989, The Abyss, diretto da James Cameron, conteneva una scena in cui si vedeva un volto generato al computer su uno pseudopodio acquoso.
Nel 1991, Terminator 2, anch'esso diretto da Cameron, ormai fiducioso, dopo la sua esperienza con The Abyss, delle possibilità offerte dagli effetti generati al computer, utilizzò un corredo di attori sintetici animati sul momento, compresi dei modelli virtuali della faccia di Robert Patrick. The Abyss conteneva solo una scena con grafica informatica foto-realistica (che venisse rappresentata realisticamente su pellicola). Terminator 2, invece, contiene oltre 40 sequenze del genere, sparse in tutto il film.
Nel 1997, la Industrial Light & Magic lavorò sulla creazione di un attore virtuale composto da parti del corpo di vari attori reali.
Il film S1m0ne (2002) parla proprio di un regista (interpretato da Al Pacino) che ricorre ad un'attrice interamente creata al computer (ma basandosi sulle caratteristiche di attrici reali, che possono essere modificate a piacimento), chiamata Simone (Da "Simulation One"), per sostituire nei suoi film le attrici in carne ed ossa e non dover sopportare e far fronte ai loro capricci.
Il successo di Simone sarà però tale da offuscare completamente il regista, che alla fine si vedrà costretto a trovare un modo per eliminarla.
Simone era interpretata da una vera attrice (Rachel Roberts), che, per alcune scene, era stata digitalizzata al computer, ma, per creare più mistero, durante la lavorazione, venne fatto credere che Simone fosse stata veramente interamente creata al computer; inoltre, quando il film uscì nei cinema, nei crediti l'attrice non veniva citata, ma veniva riportato "Nel ruolo di se stessa - Simone".

## L'ascesa delle macchine
A partire dal XXI secolo gli attori virtuali sono diventati realtà. Il volto di Brandon Lee, morto nel 1994 nel corso della realizzazione del film Il corvo - The Crow, è stato sovrapposto in digitale su un doppione del suo corpo, in modo da completare le parti della pellicola che dovevano ancora essere girate. Nel film Final Fantasy del 2001 sono stati utilizzati degli umani tridimensionali molto realistici ma realizzati a computer e nel 2004 un Laurence Olivier virtuale ha recitato nel film Sky Captain and the World of Tomorrow.
Critici come Stuart Klawans del The New York Times hanno espresso la loro preoccupazione relativamente alla perdita "dell'unica cosa che l'arte dovrebbe preservare: il nostro punto di contatto con la persona vera e insostituibile". Situazione ancora più problematica è quella del copyright e dei diritti personali. Un attore ha ben poco controllo legale sul suo clone digitale e deve affidarsi alle leggi della privacy per poter esercitare quel poco controllo che gli rimane (il Database e l'Archivio degli Atti di Appropriazione indebita di informazioni proposto dagli USA rafforza queste leggi). Un attore non detiene il copyright del proprio clone digitale a meno che non ne sia il creatore stesso. Robert Patrick, per esempio, avrà quel poco controllo legale sul luminoso cyborg metallico, clone di lui stesso, creato per Terminator 2.
L'uso di un clone digitale per sostituire la professione primaria della persona clonata rappresenta una difficoltà da un punto di vista finanziario, perché può portare ad una diminuzione dei ruoli per l'attore oppure può essere uno svantaggio nella negoziazione dei contratti, dal momento che il clone può essere utilizzato dai produttori del film per sostituire l'attore in quel dato ruolo. Rappresenta anche un ostacolo alla carriera, dato che un clone può essere utilizzato per ruoli che l'attore stesso, conscio dell'effetto che tali ruoli potrebbero avere sulla sua carriera, non accetterebbe mai. Un'identificazione errata dell'immagine di un attore con il ruolo che interpreta danneggia la carriera e gli attori, consci di ciò, scelgono attentamente i ruoli da interpretare. Ad esempio, Bela Lugosi e Margaret Hamilton vengono principalmente identificate con i loro ruoli nei panni del Conte Dracula e della malvagia Strega dell'Ovest, mentre Anthony Hopkins e Dustin Hoffman hanno ricoperto diversi ruoli. Un clone digitale può essere utilizzato nel ruolo per esempio di un assassino o di una prostituta, cosa che influenzerebbe l'immagine pubblica dell'attore e, di conseguenza, le sue possibilità di casting future. Sia Tom Waits che Bette Midler hanno vinto delle cause per danni contro persone che avevano utilizzato le loro immagini in pubblicità per cui loro stessi avevano rifiutato di prestarsi.
Negli USA l'uso del clone digitale in ambito pubblicitario in relazione alla performance della professione primaria di una persona è trattato nell'articolo 43 (a) del Lanham Act, che prevede come condizione per gli spot pubblicitari l'accuratezza e la verità di quanto dichiarato e che pone un divieto sulla confusione creata deliberatamente. L'uso dell'immagine di una celebrità implica che quella persona sia d'accordo con il messaggio che pubblicizza. La Corte distrettuale di New York ha deliberato che una pubblicità con un finto Woody Allen violerebbe l'atto a meno che non venga chiaramente espresso nel messaggio che l'attore non ha sottoscritto il prodotto.
Altri problemi nascono dall'uso postumo di un clone digitale. Barbara Creed sostiene che "la famosa minaccia di Arnold Schwarzenegger 'Tornerò' potrebbe ora assumere un nuovo significato". Ben prima che Brandon Lee venisse virtualmente rianimato, il Senato della California ha redatto la bozza di legge Astaire Bill, in risposta alla lobby costituita dalla vedova di Fred Astaire e dal sindacato degli attori che cercavano di restringere l'uso dei cloni digitali di Astaire. Gli studios cinematografici si sono opposti alla legislazione, che nel 2002 doveva ancora essere completata ed entrare in vigore. Diverse società, tra cui Virtual Celebrity Productions nel frattempo hanno comprato i diritti per creare ed utilizzare i cloni digitali di diverse celebrità defunte, come Marlene Dietrich e Vincent Price.